# Betuweroute
La Betuweroute è una ferrovia a doppio binario per il trasporto merci che collega il porto di Rotterdam, nei Paesi Bassi, alla Germania. Betuweroute è il nome ufficiale dell'opera e viene da Betuwe, una zona dei Paesi Bassi attraversata dalla ferrovia, ma la linea è comunemente conosciuta con il nome di Betuwe lijn. Il tracciato tedesco è stato invece rinominato Hollandstrecke e insieme i due tracciati formeranno il progetto nr. 5 di reti di trasporto trans-europee conosciute come TEN-T.

## Storia

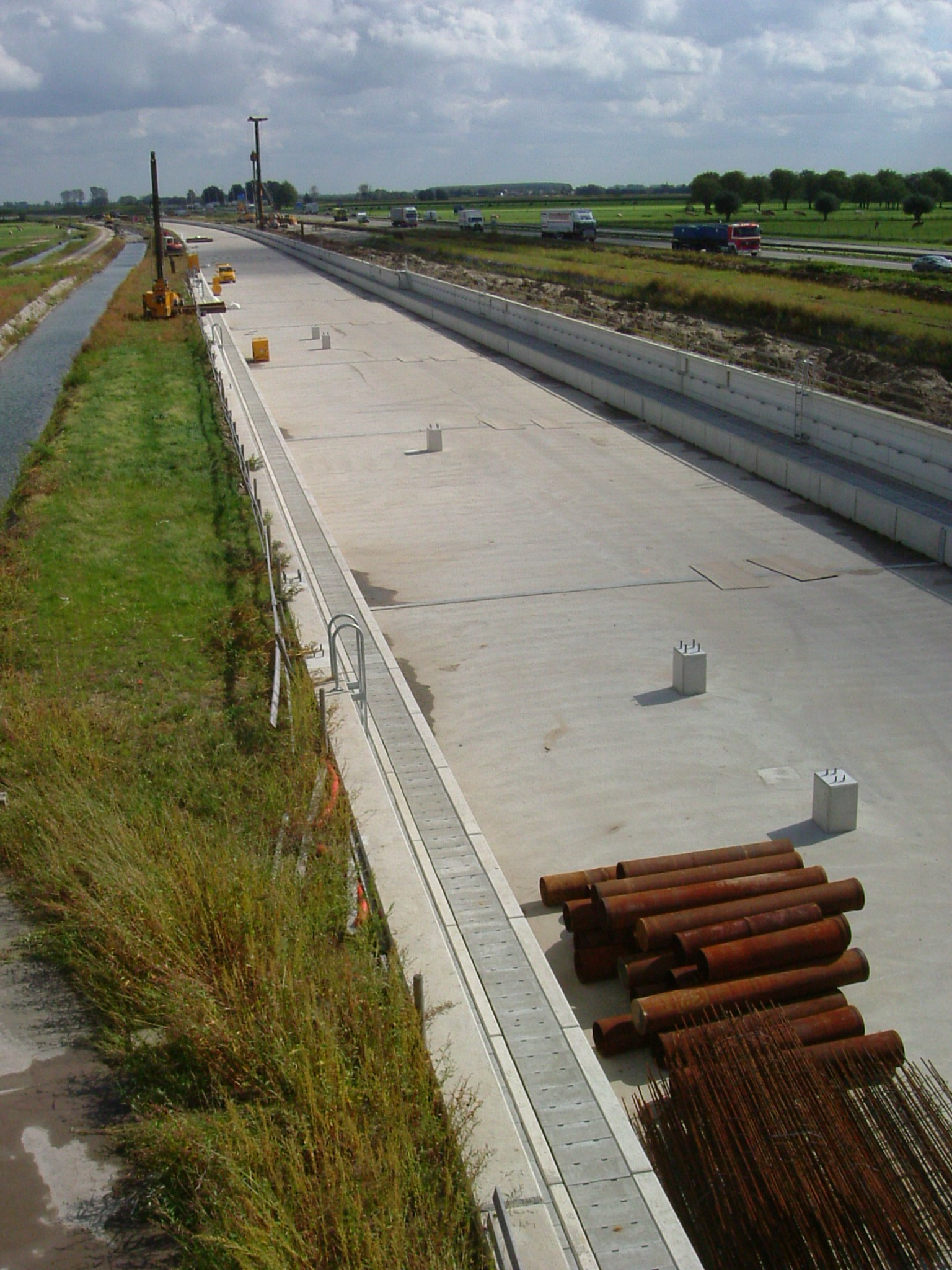
Cantiere della Betuweroute presso il comune di Meteren nel 2004.

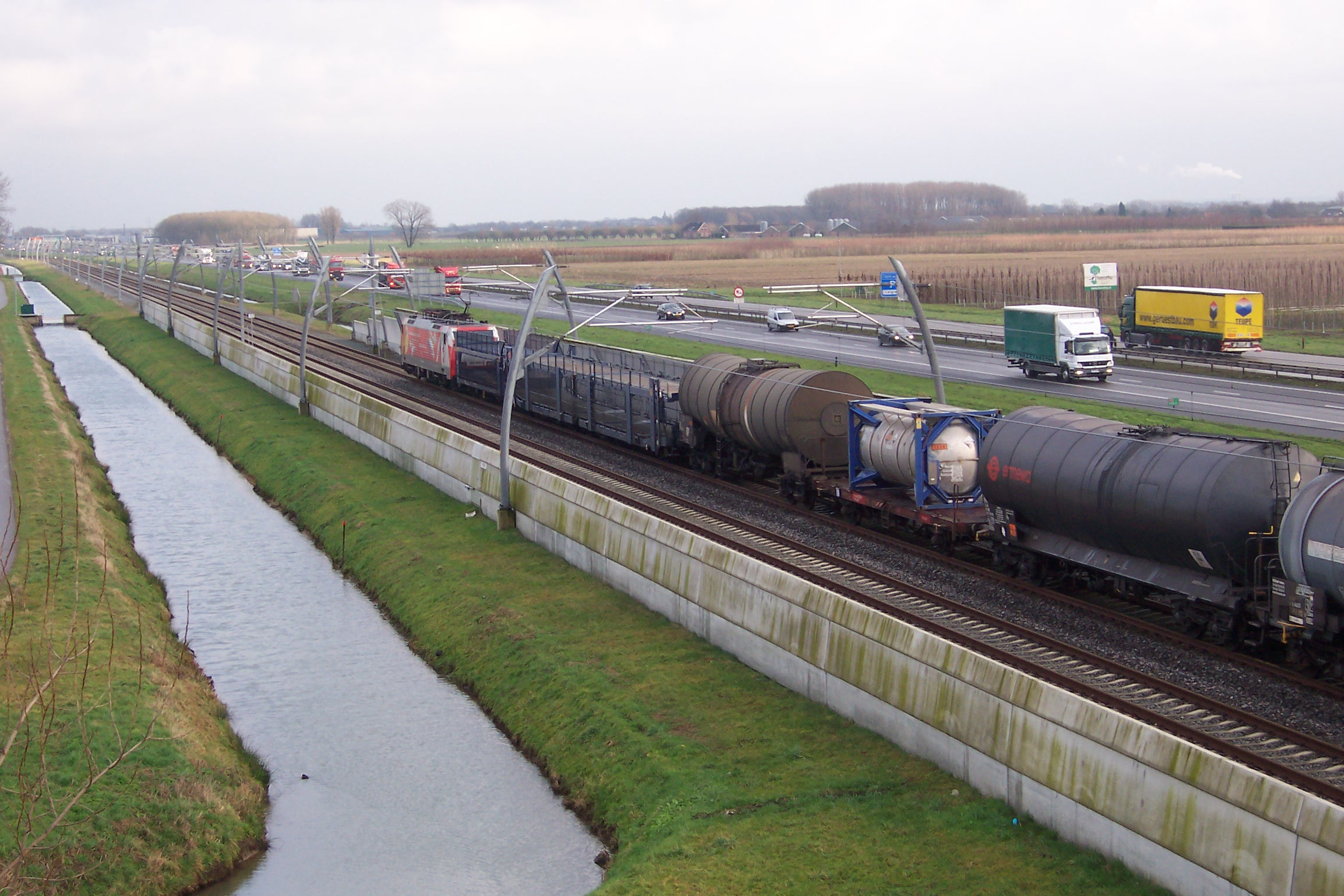
Treno merci misto Betuweroute vicino a Dodewaard, Paesi Bassi.

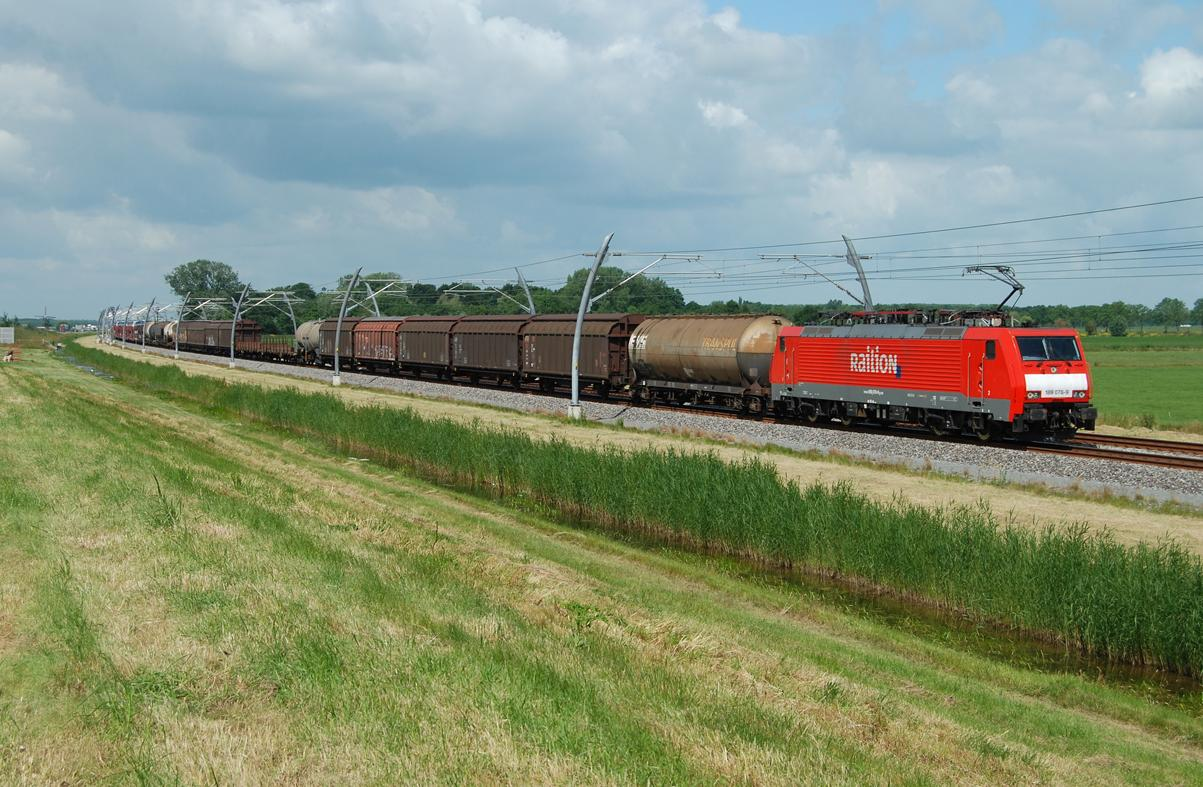
Un treno sul Betuweroute trainato da una locomotiva elettrica classe 189.

Il 16 giugno 2007 la Regina Beatrice ha presieduto la cerimonia di inaugurazione del tratto, di 160 km, che collega Rotterdam al confine tedesco Il Tracciato tedesco tuttavia presenta pesanti ritardi e l'inaugurazione della tratta finale della ferrovia, nonostante gli accordi bilaterali per il TEN-T, non potrà avvenire prima del 2015.
Le perizie preliminari per la costruzione dell'opera hanno inizio nel 1985 con la commissione Van Bonden. Nel 1992 i governi olandese e tedesco firmarono il Verdrag van Warnemünde, un trattato relativo al miglioramento del traffico ferroviario, in particolare per quanto riguardava le tratte da Amsterdam e Rotterdam verso Duisburg. Gli accordi iniziali prevedevano tre rami verso la Germania, tuttavia il ramo attraverso Oldenzaal venne abbandonato nel 1999 e il tracciato meridionale attraverso Venlo venne annullato nel 2004. Nello stesso anno il giudice vietò la costruzione di un grande centro logistico vicino a Valburg. A causa dei problemi iniziali i lavori cominciarono nel 1998 solo sul tratto olandese. Al momento dell'inaugurazione a metà del 2007 i cantieri avevano accumulato 2 anni di ritardo, con un costo complessivo di 4,7 miliardi di euro, due volte la stima originaria di 2,3 miliardi di euro, e quattro volte la stima iniziale di 1,1 miliardi di euro preventivata nel 1990. I promotori dell'opera sperano che entro 5 anni potessero transitare 150 treni merci al giorno, ma a causa del ritardo lungo il tratto tedesco e problemi con i sistemi di sicurezza il traffico è ancora ridotto al dicembre 2007.

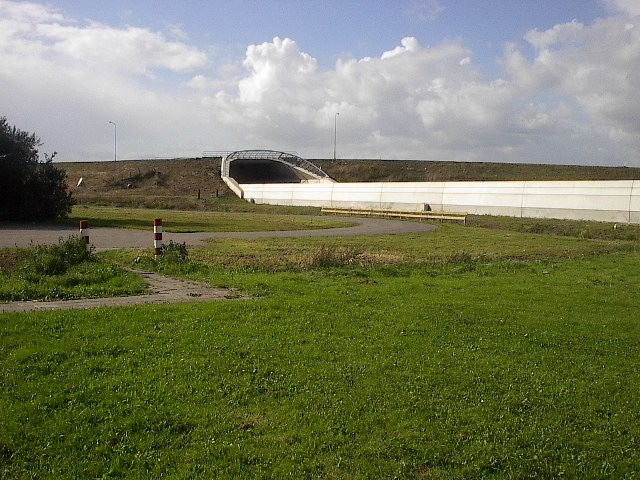
Un tunnel per la Betuweroute vicino alla A15

## Controversie
Durante la costruzione molti cittadini olandesi ed esperti si sono opposti alla Betuweroute. Il dipartimento olandese ai trasporti ha ricevuto 14.000 denunce solo per quanto riguarda la linea settentrionale, abolita nel 1999. Groen Front (Fronte verde), uno tra le dozzine di gruppi di attivisti, presentò tra il 1999 e il 2001 35 ricorsi. Le principali preoccupazioni riguardo alla ferrovia sono state:
- Il costo. Già il primo preventivo di 2,3 miliardi venne contestato in quanto venne discussa la validità economica dell'opera, inoltre la speranza di attirare investimenti stranieri venne delusa. Nel 2000 la Algemene Rekenkamer (corte dei conti) emise una sentenza di condanna nei confronti del governo olandese per aver stimato previsioni troppo ottimistiche riguardo al costo complessivo, l'impatto ambientale e l'effettivo utilizzo della linea; affermando che l'utilizzo di vie di trasporto fluviale avrebbero dovuto rappresentare una valida alternativa alla ferrovia. Nel 2004 il Centraal Planbureau, ha concluso che i costi di costruzione non verranno mai rimborsati.
- Paesaggio. V'era il timore di danneggiare le regioni verdi del Groene Hart e del Betuwe. Per questa ragione furono costruite ulteriori gallerie con una conseguente lievitazione dei costi.
- La questione ambientale. Le preoccupazioni per il rumore ed eventuali spargimenti di sostanze tossiche nell'ambiente indussero gli ambientalisti a protestare contro la nuova tratta, costringendo le autorità a mettere in preventivo la costruzione e l'installazione di nuovi tunnel, pannelli fonoassorbenti e di passaggi per la fauna.
- Alternative. La Algemene Rekenkamer concluse nella sua relazione del 2000 che il trasporto fluviale rappresentava una valida alternativa alla ferrovia, essendo più economico, sicuro, flessibile e non molto più lento del treno. Inoltre la flotta di chiatte olandese è la più grande e moderna d'Europa[5], in grado di garantire i collegamenti tra Rotterdam e la Germania senza quasi nessun investimento da parte del governo. I grandi fiumi olandesi quali il Merwede, Waal e parti del Reno, Mosa, Ijssel e Lek, infatti, costeggiano per ampi tratti il percorso attuale della ferrovia. Lo stesso vale per la A15, un'eccellente anche se congestionata strada che costeggia la tratta ferroviari per 95 km.

Molte di queste critiche sono basate su uno studio scientifico olandese.

## Specifiche e funzioni
- Il percorso è elettrificato a 25 kV AC e dotato di sistema di sicurezza ERTMS 2. Sebbene l'elettrificazione sia conforme alla normative europee, le locomotive olandesi non possono percorrere questa tratta in quanto funzionano a un diverso voltaggio. La locomotive tedesche sono conformi al voltaggio della linea, ma i sistemi di sicurezza del tratto tedesco non sono conformi con le nuove normative europee, limitando di molto le potenzialità del tracciato.
- Gallerie, elettrificazione ed altre parti della ferrovia sono costruite per consentire il trasporto intermodale delle merci, anche se negli anni a venire nessuno di questi treni sarà in attività;
- La lunghezza totale dei pannelli fonoassorbenti su entrambi i lati è di 160 km;
- Il Roll bars lungo l'intero tracciato impedisce il ribaltamento dei veicoli;
- La 5 gallerie più una serie di tratti coperti raggiungono una lunghezza complessiva di 20 km;
- Sono stati edificati 120 passaggi per l'attraversamento da parte della fauna selvatica;
- Ci sono 130 ponti e viadotti senza nessun passaggio a livello[7];
- Una capacità potenziale complessiva di 10 treni all'ora per ogni direzione, se i sistemi di sicurezza tedeschi e le altre infrastrutture saranno aggiornati.

## Tracciato
La Ferrovia attraversa i seguenti comuni:
- Alblasserdam
- Barendrecht
- Bemmel
- Buren
- Duiven
- Geldermalsen
- Giessenlanden
- Gorinchem
- Graafstroom
- Hardinxveld-Giessendam
- Heerjansdam
- Hendrik-Ido-Ambacht
- Lingewaal
- Neder-Betuwe
- Neerijnen
- Nimega
- Overbetuwe
- Papendrecht
- Rijnwaarden
- Rotterdam
- Sliedrecht
- Tiel
- Zevenaar
- Zwijndrecht